# Metroad

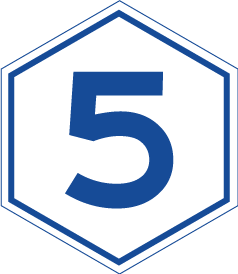
Een Metroad routeschild zoals gebruikt in Sydney en Brisbane

Metroads vormden het "hart" van het wegennet in de stedelijke gebieden van Sydney en Brisbane in Australië. De Metroads vormden een ster- of ringvorm van wegen door de stad, waarvan stukken autosnelweg waren. Metroads zijn stapsgewijs uitgefaseerd in zowel Sydney en Brisbane door ze te vervangen door alfanumerieke wegnummers. Brisbane is de enige stad die momenteel nog gebruikmaakt van het Metroad-systeem.

## Geschiedenis

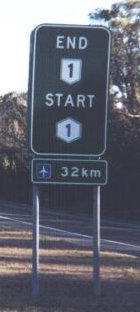
National Route 1 eindigt en Metroad 1 begint bij Waterfall in de zuidelijke buitenwijken van Sydney.

Van oudsher liepen highways in Australië door de stadscentra en vormden daarmee de doorgaande wegen in de grootste steden. Groei leidde echter tot enorme opstoppingen en om dit op te lossen werden er ringwegen om de steden heen gelegd. Dit systeem werd voor het eerst toegepast in de jaren 70 in Sydney in het Ring Road schema. Deze wegen waren voorzien van speciale routeschilden. In de jaren 90 werden de belangrijkste wegen opgenomen in het nieuwe Metroad systeem. In 1993 werd dit in Sydney ingevoerd en in 1996 in Brisbane. De wegen verloren op deze trajecten hun oude nummeringen.
Metroads in Sydney die van een autosnelwegniveau zijn worden voorzien van een M (nummer) andere wegen (ook in Brisbane) zijn bekend als Metroad (nummer)

## Lijst van Metroad

### Sydney Metroads
- Metroad 1 - Wahroonga naar Waterfall via de M1 Eastern Distributor en de stad Sydney
- Metroad 2 - Milsons Point naar Windsor via de M2 Hills Motorway
- Metroad 3 - Blakehurst naar Mona Vale
- Metroad 4 - Sydney naar Lapstone via Parramatta Road en de M4 Western Motorway
- Metroad 5 - Kingsford Smith International Airport naar Campbelltown South via de M5 South Western Motorway
- Metroad 6 - Heathcote naar Pennant Hills
- Metroad 7 - Casula naar Wahroonga via de Westlink M7 en Pennant Hills.
- Metroad 8 - reserve.
- Metroad 9 - Campbelltown South naar Windsor
- Metroad 10 - Artarmon naar Mona Vale via Noord Sydney en Mosman.

Gedeeltes van Metroads 1, 2, 5 en 7 vormen de Sydney Orbital Motorway, een cirkel om het stedelijke gebied van Sydney.

### Brisbane Metroads
Het nummersysteem in Brisbane gebruikt oneven nummers voor noord-zuidverbindingen en even nummers voor oost-westverbindingen. In tegenstelling tot in Sydney zijn de Metroads niet voorzien van een "M"-nummer. Deze aanduiding wordt alleen gebruikt voor autosnelwegen.
- Metroad 2 - Cunningham Highway (National Highway 15)/Warrego Highway (National Highway A2) kruising naar Gateway Motorway (Metroad 1)
- Metroad 3 - Pacific/Gateway Motorway kruising (Metroad 1) naar Gympie Arterial Road/Gateway Motorway kruising (Metroad 1)
- Metroad 4 - Ipswich/Logan Motorway kruising (Metroad 2) naar Pacific/Gateway Motorway kruising (Metroad 1)
- Metroad 5 - Ipswich Motorway (Metroad 2) naar Gympie Road (Metroad 3)
- Metroad 6 - Logan/Gateway Motorway kruising (Metroad 4) naar Pacific Motorway (Metroad 1)